# Pastoralni inštitut Teološke fakultete v Ljubljani
Pastoralni inštitut je znanstveno-raziskovalni inštitut, ki deluje v okviru Teološke fakultete Univerze v Ljubljani.
Predstojnik inštituta je bil dr. Peter Kvaternik.